# Sirarpie Der Nersessian
Sirarpie Der-Nersessian (armeniska: Սիրարփի Տեր-Ներսեսյան) född 5 september 1896 i Konstantinopel, död 6 juli 1989 i Paris, var en engelsk, amerikansk och fransk historiker och konstkritiker,  specialiserad inom armenisk och byzantinsk konst.

## Biografi
Sirarpie Der Nersessian föddes 1896 i Konstantinopel, dåvarande Osmanska Riket, som yngst av tre syskon. Familjen dominerades av Sirarpies morbror Malachia Ormanian, en teolog som mellan 1896 och 1908 var patriark för den armeniska kyrkan i Konstantinopel. Sirarpie fick en bred och internationell utbildning under sina första år i staden, fram till 1915 då hon förlorade sina föräldrar och tvingades fly med sina syskon först till Schweiz och sedermera till Frankrike. Bakgrunden till deras flykt låg i det ökande våldet mot armenier i Osmanska riket.
Sirarpie Der Nersessian undervisade 1925-1929 vid Sorbonneuniversitetet, 1930-1946 vid Wellsley College och 1946-1962 vid Harvard University. Mellan 1962 och 1978 arbetade hon på Dumbarton Oaks[källa behövs].